# Videogiochi della PETA
La People for the Ethical Treatment of Animal o PETA, un'organizzazione no-profit a sostegno dei diritti degli animali fondata negli Stati Uniti, ha pubblicato un numero di browser game nel suo sito web che parodiano videogiochi esistenti, ad esempio Super Mario Bros., Cooking Mama e Pokémon.
Questi giochi hanno lo scopo di diffondere l'attenzione sui diritti degli animali e di sostenere il veganismo e le diete vegane. Questi giochi sono stati ricevuti negativamente dalla stampa e ritenuti con proteste e contenuti senza testo, disinformanti o con messaggi contraddittori.

## Videogiochi sviluppati
Alcuni dei più noti videogiochi parodistici insieme alle loro versioni originali.
- Super Chick Sisters (2007) – Super Mario Bros.
- Cooking Mama: Mama Kills Animals (2008) -Cooking Mama
- New Super Chick Sisters (2009) – New Super Mario Bros.
- Super Tofu Boy (2010) - Super Meat Boy
- Mario Kills Tanooki (2011) - Super Mario Bros. 3
- Pokémon Black and Blue (2012) – Pokémon Nero e Bianco
- Cage Fight: Knock Out Animal Abuse (2013) – River City Ransom
- Pokémon Red, White, and Blue: Loosely Connected to McDonald's (2013) – Pokémon Nero e Bianco